# Vrådal
Vrådal (eller Eidstod) är en tidigare tätort i Kviteseids kommun i Telemark fylke i södra Norge. Orten är belägen där riksväg 41 möter fylkesväg 38, vid norra änden av insjön Nisser, söder om kommunens centralort Kviteseid. Vrådals kyrka ligger väster om den tidigare tätorten, vid änden av insjön Vråvatn.
Sedan 2013 räknas orten inte längre som en tätort.